# Јаја (војска)
Јаја или пијаде су били одреди пешадије у Османском царству и у неким анатолијским бејлицима. Многи од њих су били хришћанског порекла.

## Етимологија
Yaya је у османском турском значило "пешак". Реч је туркијског порекла. Алтернативно име, пијаде, потиче од речи истог значења из персијског језика. Реч пијаде се касније користила у Персији за серију династија.

## Позадина
Ране османске трупе су биле састављене од ирегуларне номадске коњице и волонтера лаке пешадије. Ове трупе су биле сјајне и ефикасне у борби против Византије, али нису могли да освоје тврђаве преко директног напада. Ово је био разлог зашто је Алеадин паша укључио овај одред у своје реформе османске војске средином 1320-их година. Његов брат, султан Орхан, је прихватио његов савет и створио одред јаја.
Јаје су биле створене пре јањичара и били су веома слични. Јањичари су постали једни од најутицајнијих политичких снага у Османском царству све до 19. века. Јањичарски одреди су били састављени од конвертованих хришћана са Балкана до 1500-их година. Након 1550. године, јањичарима су доминирали муслимани Османлије, а углавном су били састављени од муслимана Албанаца.

## Организација
Комадант Јаја се звао јајабашија. Чланови одреда су били хришћани и муслимани који су понекад добијали имања на Балкану, у замену за своје војничке услуге. Они су били ирегуларни, јер су углавном радили као радници и њихове војничке способности нису биле добре. Свакако, пре него што су јањичари настали, пешадија јаја је имала велику улогу у војничким функцијама. Када су Османлије кренуле да плаћају пешадију, створили су армију.